# Parailia
Parailia (Параїлія) — рід риб родини Schilbeidae ряду сомоподібні. Має 5 видів. Наукова назва походить від латинського префікса par-, тобто рівний, та ailia — назва роду з родини Ailiidae, вказуючи на схожість з цими сомами.

## Опис
Загальна довжина представників цього роду коливається від 6 до 15 см. Голова маленька, сплощена з боків. Очі великі. Є 3 пари вусів, з яких найдовшими є 1 пара на нижній щелепі, 1 пара на верхній і 1 інша пара на нижній щелепах — короткі. Тулуб широкий, сплощений з боків. Бічна лінія чітко помітна. Спинний плавець відсутній. Жировий плавець крихітний. Грудні та черевні плавці маленькі. Анальний плавець довгий, низький. Хвостовий плавець з виїмкою.
Забарвлення піщане, блакитне, бежеве або кремове.

## Спосіб життя
Це демерсальні риби. Воліють триматися відкритих місць проти течії. Біотопи і харчова база у різних видів відрізняється. Одні види воліють прибережні райони річок і живляться дрібними водними й повітряними комахами, інші (озерні) живуть на глибині і основна здобич — зоопланктон, який складається з ракоподібних. Активні вдень. Утворюють значні групи.

## Розповсюдження
Мешкають у водоймах західної Африки і в басейнах річок Конго, Нігер, Вольта, Крос, Тана та озері Чад.

## Тримання в акваріумі
Потрібен не дуже високий акваріум — 30-35 см, витягнутий завдовжки від 100 літрів. На дно насипають суміш дрібного і середнього піску темних тонів. Зверху укладають камені неправильної форми різного розміру, але не великі. Рослини висаджують уздовж задньої стінки акваріума.
Утримувати потрібно групою від 10 особин. Сусідами можуть стати невеликі соми роду мікросінодонтіс, мохокелла, фрактура і річкові креветки-фільтратори. Годують дрібним живим харчем (заморожуванням) і замінником (фарш з морепродуктів, зокрема). Незважаючи на крихкість і невеликий розмір можуть заковтнути значний шматок. Можуть звикнути і до сухим, поживним пластівців. Харч підхоплюють у повітрі. З дна беруть рідко. З технічних засобів знадобиться внутрішній фільтр середньої потужності для створення помірної течії, компресор. Температура тримання повинна становити 22-26 °C.

## Види
- Parailia congica
- Parailia occidentalis
- Parailia pellucida
- Parailia somalensis
- Parailia spiniserrata